# Devade kazakhstanica
Devade kazakhstanica là một loài nhện trong họ Dictynidae.
Loài này thuộc chi Devade. Devade kazakhstanica được miêu tả năm 2000 bởi Esyunin & Efimik.